# 100 година АФИ-ја... 100 звезда
100 година АФИ-ја... 100 звезда је део пројекта 100 година АФИ-ја... који је покренуо амерички филмски институт. Овај део представља попис педесет највећих звезда америчког филма. Њих је представило педесет звезда данашњице, што укупно чини стотину звезда. Попис је представљен 16. јуна 1999. године у специјалној емисији ЦБС-а, коју је водила Ширли Темпл.
Према правилима америчког филмског института, само звезде које су своју каријеру започеле пре 1950. године су могле бити уврштене у овај попис. Стога се на њему налазе глумци и глумице из тзв. класичног холивудског филма, док многих каснијих звезда нема на попису.
| Бр. | Глумци             | Глумице         |
| --- | ------------------ | --------------- |
| 1.  | Хамфри Богарт      | Кетрин Хепберн  |
| 2.  | Кери Грант         | Бети Дејвис     |
| 3.  | Џејмс Стјуарт      | Одри Хепберн    |
| 4.  | Марлон Брандо      | Ингрид Бергман  |
| 5.  | Фред Астер         | Грета Гарбо     |
| 6.  | Хенри Фонда        | Мерилин Монро   |
| 7.  | Кларк Гејбл        | Елизабет Тејлор |
| 8.  | Џејмс Кегни        | Џуди Гарланд    |
| 9.  | Спенсер Трејси     | Марлен Дитрих   |
| 10. | Чарли Чаплин       | Џоун Крофорд    |
| 11. | Гари Купер         | Барбара Стенвик |
| 12. | Грегори Пек        | Клодет Колбер   |
| 13. | Џон Вејн           | Грејс Кели      |
| 14. | Лоренс Оливије     | Џинџер Роџерс   |
| 15. | Џин Кели           | Меј Вест        |
| 16. | Орсон Велс         | Вивијен Ли      |
| 17. | Кирк Даглас        | Лилијан Гиш     |
| 18. | Џејмс Дин          | Ширли Темпл     |
| 19. | Берт Ланкастер     | Рита Хејворт    |
| 20. | Браћа Маркс        | Лорен Бакол     |
| 21. | Бастер Китон       | Софија Лорен    |
| 22. | Сидни Поатје       | Џин Харлоу      |
| 23. | Роберт Мичам       | Карол Ломбард   |
| 24. | Едвард Г. Робинсон | Мери Пикфорд    |
| 25. | Вилијам Холден     | Ава Гарднер     |